# ブラックピューマ
『ブラックピューマ』（原題：Blink of an Eye）は、1992年のアメリカ映画。

## スタッフ
- 監督：ボブ・ミシオロウスキー
- 製作：ジェイコブ・コッキー、シャロン・ハレル
- 協力プロデューサー：エドワード・コヴァック、イツィク・コル
- 脚本：エドワード・コヴァック
- 撮影：デヴィッド・ガーフィンケル
- 音楽：ウラジミール・ホルンツィ
- 編集：カーメル・デイビーズ

## キャスト
| 役名                 | 俳優                     | 日本語吹替                                                                           |
| 役名                 | 俳優                     | テレビ東京版                                                                         |
| -------------------- | ------------------------ | ------------------------------------------------------------------------------------ |
| サム・ブラウニング   | マイケル・パレ           | 山路和弘                                                                             |
| キャサリン・ベイカー | ジャニス・リー           | 佐々木優子                                                                           |
| イズミール           | ユリ・ガブリエル         | 屋良有作                                                                             |
| ヤサ・モザファー     | アイモス・ラビー         | 銀河万丈                                                                             |
| カリル首相           | サスン・ギャベイ         | 山野史人                                                                             |
| ノリーン・ベイカー   | エリキ・ジェイコブズ     | 野村須磨子                                                                           |
| アラン・ベイカー     | ジャック・ワイダーカー   | 坂口芳貞                                                                             |
| タウンゼント大佐     | リチャード・ピーターソン | 阪脩                                                                                 |
| その他               |                          | 田原アルノ 相沢正輝 佐久田脩 寺内よりえ 古田信幸 田中正彦 北川勝博 石井隆夫 久保田恵 |
|                      |                          |                                                                                      |
| 演出                 |                          | 高橋剛                                                                               |
| 翻訳                 |                          | 日笠千晶                                                                             |
| 調整                 |                          | 栗林秀年                                                                             |
| 効果                 |                          | 山本洋平                                                                             |
| 担当                 |                          | 柴川謙一                                                                             |
| プロデューサー       |                          | 深澤幹彦 渡邊一仁                                                                    |
| 制作                 |                          | ザック・プロモーション                                                               |
| 初回放送             |                          | 1999年4月22日 『木曜洋画劇場』                                                       |